# Ala-Kitka
Ala-Kitka – jezioro w Finlandii położone w gminie Kuusamo w Ostrobotni Północnej. Wraz z Yli-Kitka tworzy grupę jezior Kitkajärvi. 
Z Ala-Kitka wypływa rzeka Kitkajoki. Jezioro należy do zlewni rzeki Kowdy.